# Spring break

Au Canada et aux États-Unis, spring break est une des désignations en anglais du congé universitaire d'une semaine ou deux qui se prend, selon les régions, à la fin de l'hiver ou au début du printemps. Au Canada, l'équivalent en français varie selon les régions : « congé de printemps », « congé de mars », « pause de mars », « semaine de relâche », « relâche du printemps » ou « vacances d'hiver ».
Alors que la plupart des étudiants profitent de cette semaine pour lire, certains se rendent dans un pays tropical ou dans une station de ski.

## Désignations en français
En français, la période porte le nom de « vacances de printemps » en Alberta, de « congé de printemps » en Colombie-Britannique, de « pause de mars » à l'Île-du-Prince-Édouard, de « congé de mars » en Nouvelle-Écosse et au Nouveau-Brunswick, de « vacances d'hiver » en Ontario, de « semaine de relâche » au Québec et de « relâche de printemps » au Yukon. 
Au Manitoba, les expressions en français « pause de printemps » et « semaine de relâche » sont utilisées . 
Plusieurs universités au Canada emploient les expressions « semaine de lecture » (reading week)  ou « semaine d'études » (study week) pour cette période.

## Histoire
Le congé de printemps tire son origine d'un entraînement de natation organisé en 1936 à la piscine Casino de Fort Lauderdale par un entraîneur de natation de l'Université Colgate, Sam Ingram. 
Un premier College Coaches' Swim Forum est organisé au même endroit en 1938, attirant déjà, selon une source, 300 nageurs. 
Le film Where the Boys Are, sorti en 1960, a pour sujet des étudiants en vacances à Fort Lauderdale. 
Au cours des années 1970 et 1980, des beuveries et toutes sortes d'excès deviennent de plus en plus fréquents. La situation pousse le maire de Fort Lauderdale, Robert Dressler, à introduire un règlement contre la consommation d'alcool en public dans sa ville et même à annoncer à l'émission Good Morning America que les étudiants en vacances ne sont plus les bienvenus dans sa ville. Cette décision pousse de nombreux étudiants, déjà 370 000 en 1985, à se rendre plus au sud, et même dans les Antilles. Des campagnes de sensibilisation ont lieu par la suite contre les problèmes de santé et de sécurité associés aux excès.
La première semaine de relâche au Québec a lieu en 1979 à l'instigation du commissaire scolaire Fernand Paradis, qui avait calculé que le taux d'absentéisme était plus élevé à la fin de février. S'inspirant du congé scolaire en France, il retranche une semaine aux vacances de Noël pour les déplacer en mars.

## Activités

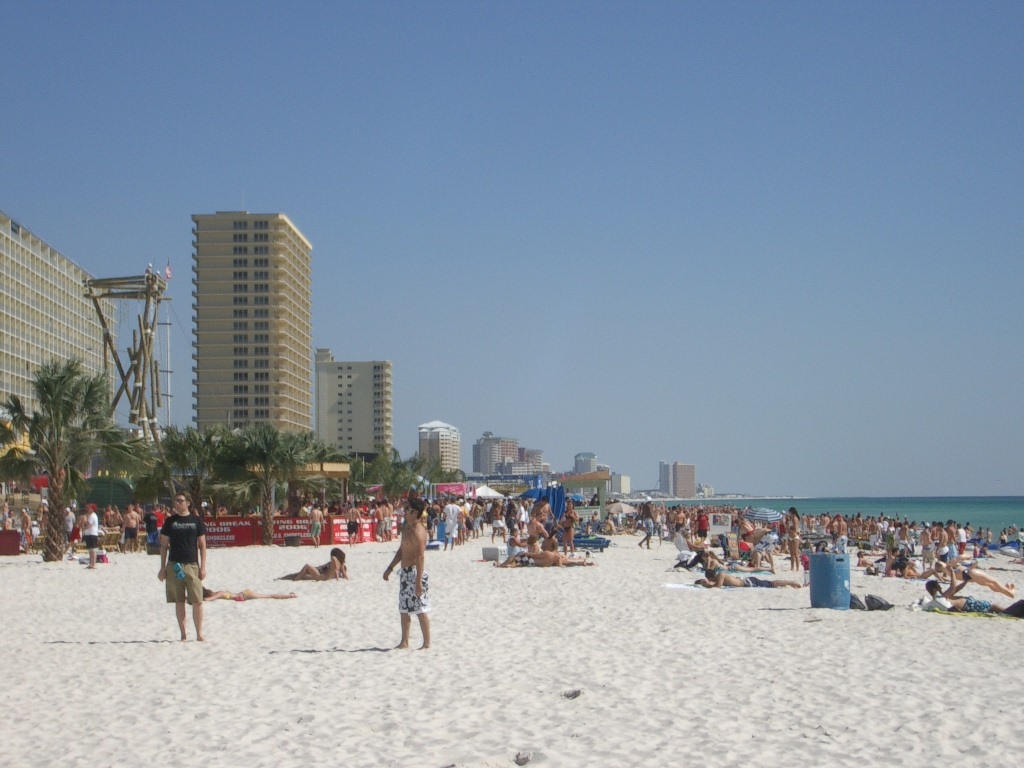
Étudiants en vacances à Panama City.

Son but est officiellement de permettre aux étudiants de s'avancer dans leurs travaux et aux enseignants ou professeurs de corriger les copies. Les élèves  profitent de cette semaine pour se relaxer et voyager, ce qui n'est pas vrai pour la majorité des universitaires, qui eux ont des travaux importants et des examens de mi-session au retour de la semaine de lecture.
Selon les provinces et les écoles, le congé peut avoir lieu en février, en mars ou en avril.
Aux États-Unis, la semaine de relâche est organisée, selon les districts scolaires, entre la fin du mois de février jusqu'à la mi-avril, mais principalement durant les deux premières semaines de mars. La destination privilégiée des étudiants nord-américains est le Mexique, avec les villes de Cancún, Acapulco, Puerto Vallarta ou Tijuana et la Floride (Miami). Atlanta organisait jusqu'en 1999 son Freaknik durant le troisième week-end d'avril.
Au Japon, les semaines de relâche se déroulent entre la fin de l'année universitaire en mars et le début de la nouvelle année universitaire le 1er avril.

## Lespring breakdans la culture
Le spring break est régulièrement mis en scène dans la culture, notamment dans le cinéma américain ou à la télévision.
- Losin' It (1983), qui traite des excès liés à ce congé[11] ;
- Spring Break Special, émission annuelle diffusée à partir de 1986 en direct de Daytona Beach, qui contribue à populariser davantage les beuveries et la sexualité associée à ce congé[11] ;

- Girls Gone Wild, série de films produits par Joe Francis de la fin des années 1990 à 2007. Une série de scandales, notamment de pornographie juvénile, mettent fin au projet[11] ;

- Piranha 3D (2010), film d'horreur se déroulant durant le spring break en Arizona ;
- Spring Breakers (2013) avec Selena Gomez, Ashley Benson et Vanessa Hudgens, dans lequel les jeunes filles se payent un spring break avec de l'argent volé dans un restaurant.